# 库尔西泰
库尔西泰（法語：Courcité，法語發音：[kuʁsite]）是法国马耶讷省的一个市镇，属于马耶讷区。

## 地理
库尔西泰（48°18'21"N, 0°14'58"W）面积30.69 平方千米，位于法国卢瓦尔河地区大区马耶讷省，该省份为法国西北部内陆省份，北起芒什省和奧恩省，西接伊勒-维莱讷省，南至曼恩-卢瓦尔省，东临萨尔特省。
与库尔西泰接壤的市镇（或旧市镇、城区）包括：阿韦尔通、圣欧班迪代塞尔、圣日尔曼德库拉梅、圣马尔迪代塞尔、圣托马-德库尔瑟里耶、特朗、维莱讷拉瑞埃勒。

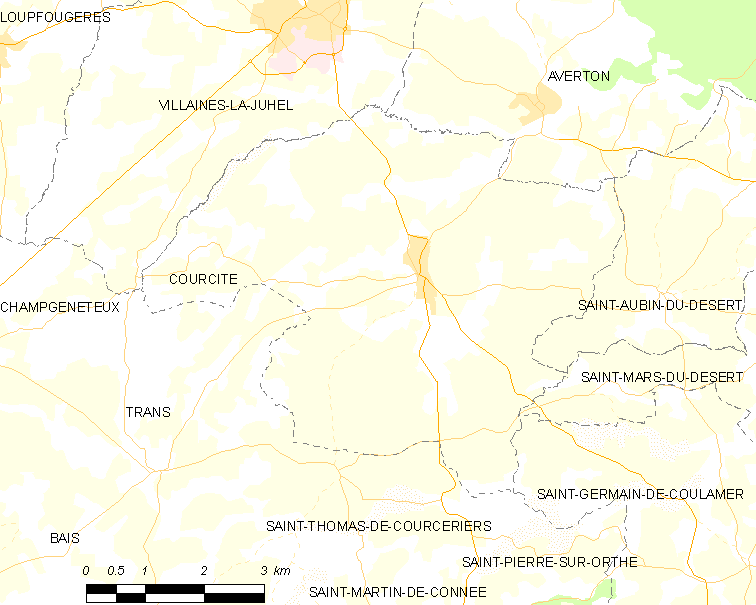
库尔西泰的OSM定位图

库尔西泰的时区为UTC+01:00、UTC+02:00（夏令时）。

## 行政
库尔西泰的邮政编码为53700，INSEE市镇编码为53083。

## 政治
库尔西泰所属的省级选区为维莱讷拉瑞埃勒县。

## 人口

1962-2008年间库尔西泰人口变化图示

库尔西泰于2022年1月1日时的人口数量为808人。